# Municipio de Grassy Creek (condado de Mitchell)
Grassy Creek Township es un municipio del condado de Mitchell, Carolina del Norte, Estados Unidos. Según el censo de 2020, tiene una población de 8040 habitantes.
Es una subdivisión exclusivamente geográfica, puesto que el estado de Carolina del Norte no utiliza la herramienta de los townships como Gobiernos municipales.

## Geografía
El municipio está ubicado en las coordenadas 35°54′0″N 82°4′47″O / 35.90000, -82.07972.